# Челкумагі
Челкума́гі (рос. Челкумаги, чув. Чулкăмака) — присілок у складі Канаського району Чувашії, Росія. Входить до складу Середньокібецького сільського поселення.
Населення — 524 особи (2010; 565 у 2002).
Національний склад:
- чуваші — 98 %